# Spilosoma nigrocosta
Spilosoma nigrocosta là một loài bướm đêm thuộc phân họ Arctiinae, họ Erebidae.